# Stevan Stojanović Mokranjac
Pour les articles homonymes, voir Stojanović.
Stevan Stojanović Mokranjac (en serbe cyrillique Стеван Стојановић Мокрањац, né le 9 janvier 1856 à Negotin - mort le 9 avril 1914 à Skopje) est un chef d'orchestre, pédagogue et l'un des compositeurs de musique serbes les plus célèbres du XIXe siècle. Son travail a été essentiel pour introduire l'esprit des poésies folkloriques serbes dans l'art classique.

## Biographie
Né à Negotin, il part étudier à Belgrade où il obtient un diplôme de fin d'études secondaires, après quoi il entre à la faculté de mathématiques et de sciences naturelles de l'Université de la ville. En 1879, il se rend à Munich et commence des études de musique dans la classe de Josef Rheinberger. Il les poursuivra ensuite à Rome.
En 1884, il revient en Serbie où il est pendant une période chef d'orchestre de la Chorale de Kornelije Stanković. De 1885 à 1887, il achève ses études de musique à Leipzig et revient définitivement en Serbie, où il devient chef d'orchestre du grand Chœur de Belgrade tout en étant enseignant en musique. En 1899, il fonde la première école privée serbe de musique, l'école de musique serbe de Belgrade. Il en restera le directeur jusqu'à sa mort. En 1901, il commence à apprendre le chant religieux au séminaire théologique de Belgrade.
Il décède le 9 avril 1914 à Skopje.

## Œuvres musicales
Sa vie a été fortement influencée par des chansons religieuses et populaires et il a employé ces deux types de musique comme inspiration pour son travail. Ses pièces les plus célèbres sont Rukoveti (Bouquets, littéralement : travaux de main), collections de chansons et de musique basées sur des motifs de la musique folklorique bosniaque, serbe et monténégrine, macédonienne et bulgare. Parmi les 15 Rukoveti, le no 10 est considéré comme le plus beau.
Plusieurs œuvres ont été composées pour des services d'église, comme la Liturgie divine de Saint-Jean-Chrisostome (1894-1895), dont la pièce la plus célèbre est l'hymne des Chérubins.